# Apple M1 Ultra
Der Apple M1 Ultra ist ein Arm-basiertes System-on-a-Chip (SoC) von Apple für seine Mac-Computer. Er ist eine Variante des Apple M1. Er wurde am 9. März 2022 als SoC des Mac Studio vorgestellt. Der Chip wird im 5-nm-Verfahren vom taiwanischen Unternehmen TSMC gefertigt.

## Design
Der M1 Ultra kombiniert zwei M1 Max über eine Schnittstelle namens „UltraFusion“.
Die CPU hat 16 Hochleistungs-Kerne und vier Energieeffizienz-Kerne. Sie haben die gleiche Architektur wie die Kerne des Apple A14 Bionic. Die GPU enthält 48 oder 64 Kerne. Er unterstützt 64 oder 128 GB Arbeitsspeicher („Unified Memory“).

## Produkte mit M1 Ultra
- Mac Studio (2022)